# Hóquei sobre a grama nos Jogos Olímpicos de Verão de 2020 - Qualificação masculina
Este artigo detalha a fase de qualificação masculina do hóquei sobre a grama nos Jogos Olímpicos de Verão de 2020. (As Olimpíadas foram adiadas para 2021 devido à pandemia de COVID-19). Doze equipes receberam vagas para o torneio: o país-sede, as cinco campeãs continentais e as seis equipes dos torneios de qualificação olímpica mundiais, respectivamente. Como o Japão, país-sede dos Jogos, foi o campeão asiático, sua vaga foi realocada para um dos torneios de qualificação mundiais.

## Linha do tempo
| Evento(s)                                                   | Datas                                 | Local        | Vagas | Qualificado(s)                                                                     |
| ----------------------------------------------------------- | ------------------------------------- | ------------ | ----- | ---------------------------------------------------------------------------------- |
| País-sede                                                   | 7 de setembro 2013                    | Buenos Aires | 1     | Japão                                                                              |
| Jogos Asiáticos de 2018                                     | 19 de agosto a 1 de setembro de 2018  | Jacarta      | –     | –A                                                                                 |
| Jogos Pan-Americanos de 2019                                | 30 de julho a 10 de agosto de 2019    | Lima         | 1     | Argentina                                                                          |
| Qualificatório Olímpico Africano de 2019                    | 12 a 18 de agosto de 2019             | Stellenbosch | 1     | África do Sul                                                                      |
| EuroHockey Masculino de 2019                                | 16 a 24 de agosto de 2019             | Antuérpia    | 1     | Bélgica                                                                            |
| Copa da Oceania de 2019                                     | 5 a 8 de setembro de 2019             | Rockhampton  | 1     | Austrália                                                                          |
| Torneios Masculinos de Qualificação Olímpica da FIH de 2019 | 25 de outubro a 3 de novembro de 2019 | Vários       | 7     | Alemanha · Canadá · Espanha · Grã-Bretanha · Índia · Nova Zelândia · Países Baixos |
| Total                                                       | Total                                 | Total        | 12    |                                                                                    |

↑A  – O Japão qualificou tanto como país-sede quanto como campeão continental, portanto sua vaga continental foi somada aos Torneios de Qualificação da FIH em vez de ser transferida para o vice-campeão do torneio.

## Jogos Asiáticos de 2018
O campeão do hóquei sobre a grama masculino nos Jogos Asiáticos estará qualificado para os Jogos Olímpicos de 2020. Se o Japão for o vencedor, a vaga será somada aos eventos de qualificação, em vez de ser transferida ao vice-campeão.

### Qualificação
| Evento                                                      | Datas                                 | Local   | Vagas | Qualificado(s)                                              |
| ----------------------------------------------------------- | ------------------------------------- | ------- | ----- | ----------------------------------------------------------- |
| País-sede                                                   | 19 de setembro de 2014                | Incheon | 1     | Indonésia                                                   |
| Qualificação automática através dos Jogos Asiáticos de 2014 | 20 de setembro a 2 de outubro de 2014 | Incheon | 5     | Índia · Paquistão · Coreia do Sul · Malásia · China · Japão |
| Qualificatórias para os Jogos Asiáticos de 2018             | 8 a 17 de março de 2018               | Muscat  | 4     | Omã · Bangladesh · Sri Lanka · Tailândia · Taipé Chinês     |
| Realocação                                                  | —                                     | —       | 2     | Cazaquistão · Hong Kong                                     |
| Total                                                       | Total                                 | Total   | 12    |                                                             |

### Fase preliminar
Grupo A
| Equipe        | Pts | J | V | E | D | GP | GC | SG  |
| ------------- | --- | - | - | - | - | -- | -- | --- |
| Índia         | 15  | 5 | 5 | 0 | 0 | 76 | 3  | +73 |
| Japão         | 12  | 5 | 4 | 0 | 1 | 30 | 11 | +19 |
| Coreia do Sul | 9   | 5 | 3 | 0 | 2 | 39 | 8  | +31 |
| Sri Lanka     | 6   | 5 | 2 | 0 | 3 | 7  | 41 | –34 |
| Indonésia     | 3   | 5 | 1 | 0 | 4 | 5  | 40 | –35 |
| Hong Kong     | 0   | 5 | 0 | 0 | 5 | 3  | 57 | –54 |

Grupo B
| Equipe      | Pts | J | V | E | D | GP | GC | SG  |
| ----------- | --- | - | - | - | - | -- | -- | --- |
| Paquistão   | 15  | 5 | 5 | 0 | 0 | 45 | 1  | +44 |
| Malásia     | 12  | 5 | 4 | 0 | 1 | 41 | 6  | +35 |
| Bangladesh  | 9   | 5 | 3 | 0 | 2 | 11 | 15 | -4  |
| Omã         | 6   | 5 | 2 | 0 | 3 | 7  | 19 | –12 |
| Tailândia   | 3   | 5 | 1 | 0 | 4 | 4  | 27 | –23 |
| Cazaquistão | 0   | 5 | 0 | 0 | 5 | 5  | 45 | –40 |

### Fase final
|  | Semifinais           | Semifinais           |       |                       | Final                 | Final |  |
|  |                      |                      |       |                       |                       |       |  |
|  | 30 de agosto – 17:30 |                      |       |                       |                       |       |  |
|  | Índia                | 2 (6)                |       |                       |                       |       |  |
|  | Malásia              | 2 (7)                |       |                       |                       |       |  |
|  |                      |                      |       |                       |                       |       |  |
|  |                      |                      |       |                       | 1 de setembro – 20:00 |       |  |
|  |                      |                      |       |                       | Malásia               | 6 (1) |  |
|  |                      | Japão                | 6 (3) |                       |                       |       |  |
|  |                      |                      |       |                       |                       |       |  |
|  |                      |                      |       |                       |                       |       |  |
|  |                      |                      |       |                       | 3º lugar              |       |  |
|  | 30 de agosto – 20:00 | 30 de agosto – 20:00 |       | 1 de setembro – 17:30 | 1 de setembro – 17:30 |       |  |
|  | Paquistão            | 0                    |       | Índia                 | 2                     |       |  |
|  | Japão                | 1                    |       |                       | Paquistão             | 1     |  |

### Classificação final
| Posição | Equipe        |
| ------- | ------------- |
| 1       | Japão         |
| 2       | Malásia       |
| 3       | Índia         |
| 4       | Paquistão     |
| 5       | Coreia do Sul |
| 6       | Bangladesh    |
| 7       | Omã           |
| 8       | Sri Lanka     |
| 9       | Tailândia     |
| 10      | Indonésia     |
| 11      | Cazaquistão   |
| 12      | Hong Kong     |

## Jogos Pan-Americanos de 2019

### Primeira fase
Todas as partidas seguem o fuso horário local (UTC-5).
Grupo A
| Equipe            | Pts | J | V | E | D | GP | GC | SG  |
| ----------------- | --- | - | - | - | - | -- | -- | --- |
| Argentina         | 9   | 3 | 3 | 0 | 0 | 20 | 1  | +19 |
| Chile             | 6   | 3 | 2 | 0 | 1 | 7  | 5  | +2  |
| Cuba              | 3   | 3 | 1 | 0 | 2 | 3  | 15 | –12 |
| Trinidad e Tobago | 0   | 3 | 0 | 0 | 3 | 2  | 11 | –9  |

Grupo B
| Equipe         | Pts | J | V | E | D | GP | GC | SG  |
| -------------- | --- | - | - | - | - | -- | -- | --- |
| Canadá         | 9   | 3 | 3 | 0 | 0 | 23 | 2  | +21 |
| Estados Unidos | 6   | 3 | 2 | 0 | 1 | 21 | 5  | +16 |
| México         | 3   | 3 | 1 | 0 | 2 | 10 | 12 | –2  |
| Peru           | 0   | 3 | 0 | 0 | 3 | 3  | 38 | –35 |

### Fase final
|  | Quartas-de-final    | Quartas-de-final    |                      |       | Semifinais     | Semifinais |  |  | Final                | Final |
|  |                     |                     |                      |       |                |            |  |  |                      |       |
|  | 5 de agosto – 13:30 |                     |                      |       |                |            |  |  |                      |       |
|  |                     |                     |                      |       |                |            |  |  |                      |       |
|  | Argentina           | 14                  |                      |       |                |            |  |  |                      |       |
|  | Argentina           | 14                  | 8 de agosto – 15:00  |       |                |            |  |  |                      |       |
|  | Peru                | 1                   |                      |       |                |            |  |  |                      |       |
|  | Peru                | 1                   | Argentina            | 5     |                |            |  |  |                      |       |
|  | 5 de agosto – 15:45 |                     | Argentina            | 5     |                |            |  |  |                      |       |
|  |                     | Estados Unidos      | 0                    |       |                |            |  |  |                      |       |
|  | Chile               | Estados Unidos      | 0                    | 2     |                |            |  |  |                      |       |
|  | Chile               |                     | 10 de agosto – 17:15 | 2     |                |            |  |  |                      |       |
|  | México              | 0                   |                      |       |                |            |  |  |                      |       |
|  | México              | 0                   | Argentina            | 5     |                |            |  |  |                      |       |
|  | 5 de agosto – 18:00 |                     | Argentina            | 5     |                |            |  |  |                      |       |
|  |                     | Canadá              | 2                    |       |                |            |  |  |                      |       |
|  | Cuba                | Canadá              | 2                    | 1     |                |            |  |  |                      |       |
|  | Cuba                | 8 de agosto – 17:15 |                      | 1     |                |            |  |  |                      |       |
|  | Estados Unidos      | 5                   |                      |       |                |            |  |  |                      |       |
|  | Estados Unidos      | 5                   | Chile                | 2     | 3º lugar       | 3º lugar   |  |  |                      |       |
|  | 5 de agosto – 20:15 |                     | Chile                | 2     | 3º lugar       | 3º lugar   |  |  |                      |       |
|  |                     | Canadá              | 3                    |       |                |            |  |  |                      |       |
|  | Trinidad e Tobago   | Canadá              | 3                    | 1     | Estados Unidos | 2          |  |  |                      |       |
|  | Trinidad e Tobago   |                     |                      | 1     | Estados Unidos | 2          |  |  |                      |       |
|  | Canadá              | 5                   |                      | Chile | 1              |            |  |  |                      |       |
|  | Canadá              | 5                   |                      |       | 1              |            |  |  |                      |       |
|  |                     |                     |                      |       |                |            |  |  | 10 de agosto – 15:00 |       |
|  |                     |                     |                      |       |                |            |  |  |                      |       |

### Classificação final
| Posição | Equipe            |
| ------- | ----------------- |
| 1       | Argentina         |
| 2       | Canadá            |
| 3       | Estados Unidos    |
| 4       | Chile             |
| 5       | Trinidad e Tobago |
| 6       | Cuba              |
| 7       | México            |
| 8       | Peru              |

## Qualificatório Olímpico Africano de 2019

### Grupo
| Equipe        | Pts | J | V | E | D | GP | GC | SG  |
| ------------- | --- | - | - | - | - | -- | -- | --- |
| África do Sul | 15  | 5 | 5 | 0 | 0 | 28 | 4  | +24 |
| Egito         | 12  | 5 | 4 | 0 | 1 | 24 | 7  | +17 |
| Gana          | 9   | 5 | 3 | 0 | 2 | 12 | 18 | –6  |
| Zimbábue      | 4   | 5 | 1 | 1 | 3 | 8  | 23 | –15 |
| Quênia        | 3   | 5 | 1 | 0 | 4 | 9  | 18 | –9  |
| Namíbia       | 1   | 5 | 0 | 1 | 4 | 6  | 17 | –11 |

## EuroHockey Masculino de 2019

### Equipes qualificadas
As equipes seguintes, mostradas em seu ranking pré-torneio, participaram do EuroHockey de 2019.
| Datas                     | Evento                | Local                     | Vagas | Qualificado(s)                                                                 |
| ------------------------- | --------------------- | ------------------------- | ----- | ------------------------------------------------------------------------------ |
| 15 de junho de 2016       | País-sede             | País-sede                 | 1     | Bélgica (2)                                                                    |
| 19 a 27 de agosto de 2017 | EuroHockey de 2017    | Amstelveen, Países Baixos | 5     | Países Baixos (3) · Inglaterra (6) · Alemanha (7) · Espanha (9) · Irlanda (11) |
| 6 a 12 de agosto de 2017  | EuroHockey II de 2017 | Glasgow, Escócia          | 2     | Escócia (21) · País de Gales (25)                                              |
| Total                     | Total                 | Total                     | 8     |                                                                                |

### Fase preliminar
Grupo A
| Equipe        | Pts | J | V | E | D | GP | GC | SG  |
| ------------- | --- | - | - | - | - | -- | -- | --- |
| Bélgica       | 9   | 3 | 3 | 0 | 0 | 13 | 0  | +13 |
| Espanha       | 4   | 3 | 1 | 1 | 1 | 7  | 8  | -1  |
| Inglaterra    | 2   | 3 | 0 | 2 | 1 | 4  | 6  | –2  |
| País de Gales | 1   | 3 | 0 | 1 | 2 | 3  | 13 | –10 |

Grupo B
| Equipe        | Pts | J | V | E | D | GP | GC | SG  |
| ------------- | --- | - | - | - | - | -- | -- | --- |
| Países Baixos | 9   | 3 | 3 | 0 | 0 | 14 | 3  | +11 |
| Alemanha      | 6   | 3 | 2 | 0 | 1 | 16 | 3  | +13 |
| Irlanda       | 1   | 3 | 0 | 1 | 2 | 4  | 13 | –9  |
| Escócia       | 1   | 3 | 0 | 1 | 2 | 3  | 18 | –15 |

### Fase final
|  | Semifinais           | Semifinais           |   |                      | Final                | Final |  |
|  |                      |                      |   |                      |                      |       |  |
|  | 22 de agosto – 18:00 |                      |   |                      |                      |       |  |
|  | Bélgica              | 4                    |   |                      |                      |       |  |
|  | Alemanha             | 2                    |   |                      |                      |       |  |
|  |                      |                      |   |                      |                      |       |  |
|  |                      |                      |   |                      | 24 de agosto – 20:30 |       |  |
|  |                      |                      |   |                      | Alemanha             | 0     |  |
|  |                      | Países Baixos        | 4 |                      |                      |       |  |
|  |                      |                      |   |                      |                      |       |  |
|  |                      |                      |   |                      |                      |       |  |
|  |                      |                      |   |                      | 3º lugar             |       |  |
|  | 22 de agosto – 20:30 | 22 de agosto – 20:30 |   | 24 de agosto – 18:00 | 24 de agosto – 18:00 |       |  |
|  | Países Baixos        | 3                    |   | Bélgica              | 5                    |       |  |
|  | Espanha              | 4                    |   |                      | Espanha              | 0     |  |

### Classificação final
| Posição | Equipe        |
| ------- | ------------- |
| 1       | Bélgica       |
| 2       | Espanha       |
| 3       | Países Baixos |
| 4       | Alemanha      |
| 5       | Inglaterra    |
| 6       | País de Gales |
| 7       | Escócia       |
| 8       | Irlanda       |

## Copa da Oceania de 2019

### Grupo
| Equipe        | Pts | J | V | E | D | GP | GC | SG |
| ------------- | --- | - | - | - | - | -- | -- | -- |
| Austrália     | 7   | 3 | 2 | 1 | 0 | 9  | 2  | +7 |
| Nova Zelândia | 1   | 3 | 0 | 1 | 2 | 2  | 9  | -7 |

## Eventos de Qualificação Olímpica
Originalmente, doze seleções participariam dos eventos de qualificação olímpica. Essas equipes deveriam ser sorteadas em seis confrontos; cada confronto seria uma série de duas partidas com placar agregado. O vencedor de cada série ganharia a vaga olímpica. Como o Japão venceu os Jogos Asiáticos de 2018 (portanto qualificando duas vezes, como país-sede e campeão asiático), haverá 14 times, sete dos quais estarão qualificados.

### Qualificação
As seleções participantes foram confirmadas pela International Hockey Federation em 29 de agosto de 2019.
| Datas                               | Evento                            | Local                            | Vagas | Qualificado(s)                                                                            |
| ----------------------------------- | --------------------------------- | -------------------------------- | ----- | ----------------------------------------------------------------------------------------- |
| 19 de janeiro a 30 de junho de 2019 | Liga Profissional de 2019 da FIH  | Liga Profissional de 2019 da FIH | 2     | Austrália · Bélgica · Grã-Bretanha · Países Baixos                                        |
| 26 de abril a 4 de maio de 2019     | Finais da Série da FIH de 2018-19 | Kuala Lumpur, Malásia            | 2     | Canadá · Malásia                                                                          |
| 6 a 15 de junho de 2019             | Finais da Série da FIH de 2018-19 | Bhubaneswar, Índia               | 1     | Índia · África do Sul                                                                     |
| 15 a 23 de junho de 2019            | Finais da Série da FIH de 2018-19 | Le Touquet, França               | 2     | França · Irlanda                                                                          |
| 8 de setembro de 2019               | Ranking mundial da FIH            | Ranking mundial da FIH           | 7     | Áustria · Egito · Alemanha · Nova Zelândia · Paquistão · Rússia · Coreia do Sul · Espanha |
| Total                               | Total                             | Total                            | 14    |                                                                                           |

### Partidas
O sorteio para os sete confrontos valendo vaga olímpica foi realizado em 9 de setembro de 2019. Os confrontos foram disputados em duas partidas, ambas na casa do mandante. A primeira rodada de partidas foi em 25 e 26 de outubro ou 1 e 2 de novembro de 2019, enquanto a segunda foi em 26 e 27 de outubro ou em 2 e 3 de novembro de 2019.
| Equipe 1      | Total         | Equipe 2      | Ida | Volta |
| ------------- | ------------- | ------------- | --- | ----- |
| Espanha       | 6–5           | França        | 3–3 | 3–2   |
| Países Baixos | 10–5          | Paquistão     | 4–4 | 6–1   |
| Canadá        | 6–6 (5-4 PSO) | Irlanda       | 3–5 | 3–1   |
| Índia         | 11–3          | Rússia        | 4–2 | 7–1   |
| Nova Zelândia | 6–2           | Coreia do Sul | 3–2 | 3–0   |
| Alemanha      | 10-3          | Áustria       | 5-0 | 5-3   |
| Grã-Bretanha  | 9–3           | Malásia       | 4–1 | 5–2   |